# Morges–Stations de Morges
Morges-Stations de Morges ou La Grande Cité, est le nom d'un site palafittique préhistorique des Alpes, situé sur les rives du lac Léman sur la commune de Morges dans le canton de Vaud, en Suisse.